# 風の電話 (映画)
『風の電話』（かぜのでんわ）は、2020年1月24日公開の日本映画。岩手県上閉伊郡大槌町の電話ボックス「風の電話」をモチーフとする。
第70回ベルリン国際映画祭国際審査員特別賞を受賞。

## あらすじ
現在17歳の高校生ハルは、9歳の時に岩手県大槌で震災により両親と弟を亡くしており、現在は広島県呉に住む叔母の広子と共に暮らしていた。広子は大槌に行こうとハルを誘っていたが、ハルは行くとの返事ができなかった。そんなある日、広子が急病で倒れ、入院する。昏睡状態になった広子に絶望したハルは、豪雨災害のため立入禁止になっていた山道に入り込んで泣き叫ぶ。それを通りかかった公平が見かける。公平はハルを自宅に連れ帰り、夕食を食べさせる。
公平は認知症の母親を介護しながら豪雨災害の被災地そばで暮らしていた。公平の妹は10年前に自殺し、父親も他界、妻子もいなくなっていた。公平の母親はハルのことを公平の妹だと思い、原爆が広島に落ちたときのことを語った。その後、公平はハルを最寄り駅まで送って去る。ハルは家とは逆方向の電車に乗り込んだ。
電車を降りたハルは、ヒッチハイクを行い、通りがかった妊婦・友香と付き添う男性の乗る車に拾われる。夫のように見えた男は友香の弟で、友香は高齢出産を止められたものの一人で産む決心をしたことをハルに語る。姉弟は通りがかった食堂に寄り、ハルにご飯をごちそうする。友香はハルに胎児の胎動を聞かせる。別れ際に姉弟はハルに五千円札を握らせ、再会を約束させる。
道の駅で新しい靴下を買い休憩していたハルに数人の青年が絡んできて、ハルは車に拉致されそうになるが、通りかかった森尾に助けられる。森尾は福島出身の、元原発作業員の男だった。大槌まで行きたいというハルに、森尾は埼玉までは送ると語り、埼玉に向かう。
着いた蕨市で、森尾はトルコ料理店を見つけ、入る。森尾はかつてボランティアとして活動していたメメットという男を探していたのだった。果たしてメメットは入国管理局に拘束されていた。情報を得て、森尾とハルはクルド人であるメメットの妻子の住む家に向かう。家でトルコ料理を振る舞われ、ハルはメメットの娘と健闘を誓いあった。その姿を見て、森尾は自宅のある浜通りに戻ることにする。福島の自宅は震災直後の姿を保ちつつ荒れ果てて放置されていたが、ハルはそこに家族の面影を見る。
森尾とハルはその夜、森尾の友人であり自分の姉が住む実家でもある今田の家に泊まる。福島に住み続ける今田は、故郷への変わらぬ想いと、福島から避難した子供たちが受ける差別のことを話す。森尾が震災で生き残ったことで苦しんでいることを知ったハルは、そのことを森尾に尋ねる。森尾は、自分が死ねば家族のことを思い出す人がいなくなる、と死ななかった理由を話す。仙台まで送るはずの森尾は、結局大槌までハルを送り届ける。
大槌でハルは津波に巻き込まれた友人の母親と再会し、その後自分の自宅跡にたどり着く。土台だけが残された家にハルは何も感じることができず、空虚感で泣き叫ぶ。森尾はハルを慰め、大槌駅まで送り、別れる。
ホームで帰りの列車を待っていたハルは、そこに少年を見つける。少年は交通事故で父親を失っており、浪板海岸の丘の上にあるという「風の電話」に行くところだった。死者との思いを繋ぐという電話に興味を持ったハルは、少年と共に風の電話に向かった。
電話ボックスにはまず少年が入り、続いてハルが入った。どこにも線のつながっていない電話に、ハルは、自分が17歳になったこと、助けられてここまで来られたこと、自分が生きていること、いつか死んだらみんなに会いに行くことを語り、ボックスを出た。

## 登場人物

### キャスト
- ハル：モトーラ世理奈
- 広子：渡辺真起子
- 公平：三浦友和
- 友香：山本未來
- 森尾：西島秀俊
- 今田：西田敏行

### スタッフ
- 監督：諏訪敦彦
- 脚本：狗飼恭子、諏訪敦彦
- 企画：泉英次
- プロデュース：泉英次
- プロデューサー：宮崎大、長澤佳也
- 音楽：世武裕子
- 撮影：灰原隆裕

## 受賞
- 第94回キネマ旬報ベスト・テン 新人女優賞（モトーラ世理奈）[2]